# Танхойзер
 Тази статия е за германския минезингер.  За операта от Рихард Вагнер вижте Танхойзер (опера).  
Танхойзер (на немски: Tannhäuser) е германски минезингер, странстващ поет и разказвач на поучителни истории.

## Живот
За живота на Танхойзер се знае малко. Предполага се, че той произлиза от знатен род, чието имение е било в село Танхаузен, Баден-Вюртемберг. Творческата му дейност е документирана между 1245 и 1265 година. Танхойзер няма постоянен дом, като странстващ поет пътува от място на място, пее и рецитира от замък на замък – за известно време намира подслон в двора на австрийския херцог Фридрих Свадливия. Приема се, че е участвал в Петия кръстоносен поход (1218 – 1221).

## Творби
Танхойзер създава образци на т.нар. танцувална поезия, която възпява любовта и игрите както на знатните, така и на простолюдието. Някои негови текстове пародират „високия“ минезанг, проникнати са от себеирония и съдържат неприлични строфи, напомнящи студентските песни. В творбите му се говори за приключения, старинни легенди и герои, изпълнени са с учени безсмислици (gelehrtem Unsinn) и смущаващи чуждици (tollen Fremdwörtern). Изключение прави неговата „Песен на покаянието“, чиято мелодия е нотирана и е съхранена.
Достигналите до наши дни произведения на Танхойзер обхващат шест танцови песни и 36 строфи. Те са запазени в Големия Хайделбергски песенник, т.нар. Манески кодекс.

## Легендата за Танхойзер
„Песента на покаянието“, която възпява духовните терзания и саможертвата в Кръстоносните походи, се смята за образец при създаването на „Легендата за Танхойзер“. Първите сведения за това датират от ок. 1430 година. В баладата за Танхойзер, възникнала след 1450 година, се разказва за рицаря певец, който напуска планината на Венера и отива при папата (Урбан IV, 1261 – 1264) в Рим, за да получи опрощение за греховната си любов с богинята. Но папата го отхвърля. И понеже папският жезъл не разцъфтява, а това е знакът за опрощението, Танхойзер не може да се надява на Божията милост. Рицарят се завръща при Венера, а пратениците на папата, чийто жезъл накрая бил разцъфтял, така и не го намират.
Баладата е отпечатана за първи път през 1515 година в Нюрнберг и има голямо въздействие. Особено след включването ѝ в сборника със стари германски народни песни „Вълшебният рог на момчето“ (1805 – 1808) от Клеменс Брентано и Ахим фон Арним поетите романтици като Лудвиг Тик и Хайнрих Хайне преразказват легендата в различни версии. Митът за Танхойзер накрая стига до Рихард Вагнер и му предоставя основния мотив за неговата романтична опера „Танхойзер и състезанието на певците във Вартбург“ (1845).

## „Танхойзер“ на Рихард Вагнер
Вагнер замисля създаването на опера върху легендата за Танхойзер през 1841 година. В основата на сюжета са няколко сказания, между които и преданието за Танхойзер и действителното състезание на певците в замъка Вартбург край Айзенах. Освен това Вагнер използва и съвременни литературни източници: новелата на поета романтик Е.Т.А. Хофман „Състезанието на минезингерите“, един разказ на същата тема от Лудвиг Тик, както и една народна балада от сборника на Арним и Брентано „Вълшебният рог на момчето“. В либретото са вмъкнати като действащи лица минезингерите Волфрам фон Ешенбах и Валтер фон дер Фогелвайде.
Действието на операта се развива в началото на 13 век. Танхойзер се пробужда след дълъг сън в обятията на Венера в нейната пещера край Айзенах. Той е дочул в съня си камбаните на родното си място и моли да си тръгне. Богинята на любовта му разкрива красотите на своето царство, след което заплашва рицаря с нещастия. Танхойзер изрича името на Дева Мария и магията се разваля. Долината край Вартбург е огласяна от песен на овчарче. Надалеч звучи песнопението на поклонниците, поели към Рим. Танхойзер решава да тръгне с богомолците и да измоли прошка за греховете си.